# Лијам Месам
Лијам Месам (енгл. Liam Messam; 25. март 1984) професионални је рагбиста и репрезентативац Новог Зеланда, који тренутно игра за Чифсе. Висок 188 цм, тежак 108 кг, Месам игра на позицији крилног у трећој линији мелеа. У ИТМ Купу играо је за Вајкато, а за Чифсе је до сада одиграо рекордних 144 тест мечева у најјачој лиги на свету и постигао 150 поена. За Нови Зеланд је дебитовао против Шкотске 2008. За "ол блексе" је до сада одиграо 43 тест мечева и постигао 30 поена. Био је и капитен рагби 7 репрезентације Новог Зеланда.